# ألفرد ديكنسون
ألفرد ديكنسون (بالإنجليزية: Alfred Dickinson)‏ (17 أغسطس 1914 في المملكة المتحدة - 1998) هو لاعب كرة قدم ويلزي في مركز الهجوم. لعب مع بورت فايل ونادي إيفرتون ونادي نورثامبتون تاون.

## وصلات خارجية
- ألفرد ديكنسون على موقع قاعدة بيانات كرة القدم.إي يو (الإنجليزية)